# (14975) Serasin
(14975) Serasin (1997 SA3) – planetoida z pasa głównego asteroid okrążająca Słońce w ciągu 4 lat i 190 dni w średniej odległości 2,73 j.a. Została odkryta 24 września 1997 roku.